# Vivallos-Gletscher
Der Vivallos-Gletscher (spanisch Ventisquero Vivallos) ist ein kurzer und steiler Gletscher an der Danco-Küste im Westen des Grahamlands auf der Antarktischen Halbinsel. Er fließt in nördlicher Richtung zur Leith Cove, einer Nebenbucht des Paradise Harbour.
Der Gletscher wurde bei der Fünften Chilenischen Antarktisexpedition (1950–1951) vermessen. Vermutlicher Namensgeber ist Cabo José L. Vivallos, ein Mitglied dieser Forschungsreise.